# Gorsachius melanolophus
La nitticora della Malesia (Gorsachius melanolophus (Raffles, 1822)) è un uccello della famiglia degli Ardeidi.

## Distribuzione e habitat
La specie è diffusa in Bangladesh, Brunei, Cambogia, Cina, Filippine, Giappone, India, Indonesia, Laos, Malaysia, Myanmar, Nepal, Singapore, Sri Lanka, Taiwan, Thailandia, Vietnam.